# 雷電 (クルアーン)
『雷電』とは、クルアーンにおける第13番目の章（スーラ）。43の節（アーヤ）から成る。
スーラの冒頭に神秘文字（Muqatta'at）が置かれている（計29スーラ）うちの一つ。
他の章にも記述があるというが、本章の39節の「ウンム・アル＝キターブ（umm al-kitāb）」という語は、字義通りに受け取ると、「書物の母」を意味するという。また、第1章（開端）のことを指しているという指摘もある。三田版では「啓典の母体」との解釈。